# Podocampa inveterata
Podocampa inveterata är en urinsektsart som beskrevs av Allen 1993. Podocampa inveterata ingår i släktet Podocampa och familjen Campodeidae. Inga underarter finns listade i Catalogue of Life.